# La promessa della rosa
La promessa della rosa (薔薇色ノ約束?, Barairo no yakusoku) è un manga scritto e disegnato dalla mangaka Kaho Miyasaka. Dal 2014 viene pubblicato dalla casa editrice Shogakukan sulla rivista Cheese! e non è ancora concluso. I capitoli sono raccolti inoltre in volumi tankōbon. In Italia il manga è stato annunciato da Panini Comics a Napoli Comicon 2018, confermando la pubblicazione del suo primo volume da novembre 2018.

## Trama
(Retsu Shiranui, capitolo 3)
La storia è ambientata nel periodo Taishō (1912-1926 circa) e la protagonista è Iroha, una ragazza di buona famiglia, che, perso suo padre, si ritrova a vivere solo con la matrigna e la sorellastra. Rimane però alla ragazza il dubbio su chi sia il mandante del regalo che ogni anno riceve per il suo compleanno: un mazzo di rose rosse. Un giorno Iroha incontra nel giardino di casa sua un bellissimo quanto arrogante ragazzo vestito in uniforme militare.
Dopo l'incontro la matrigna di Iroha le comunica che a causa della mancanza di denaro in cui si trovano al momento, la ragazza dovrà andare in sposa al signor Mitsuishi, un uomo di mezza età invaghito della sedicenne che risanerebbe le finanze della famiglia. Inoltre l'uomo parrebbe l'unico disposto a prendere in sposa la ragazza nonostante la sua cicatrice. Infatti Iroha, da bambina, si è misteriosamente ferita alla schiena. La ragazza non riesce a ricordare come sia successo ma questo incidente le ha lasciato una brutta cicatrice che comprometterebbe la riuscita di qualsiasi suo futuro matrimonio con un buon partito. Rischierebbe infatti di venir ripudiata il giorno della prima notte di nozze, quando l'inconsapevole marito vedrebbe la sua ferita. Il signor Mitsuishi invece, informato precedentemente dalla matrigna di Iroha, si vede d'accordo a prendere in sposa la ragazza nonostante lo sfregio. Iroha non ne vuol sentire parlare ma si vede costretta ad accettare per non veder persa nei debiti la casa paterna.
Prima però che possa accettare di sposare l'uomo, ecco che il ragazzo in uniforme precedentemente incontrato irrompe a casa sua. Iroha scopre così che il ragazzo è Retsu, della nobile famiglia degli Shiranui, ed è ostinatamente deciso a sposarla. La matrigna di Iroha non può non accettare, dato il risanamento finanziario e il prestigio che il ragazzo offrirebbe alla loro famiglia, ma Iroha non è affatto convinta di voler sposare un uomo che non conosce.
Così la ragazza e la donna arrivano ad un compromesso: la matrigna non informerà Retsu della cicatrice in cambio delle ricchezze derivanti dal loro matrimonio, ma quando Iroha verrà ripudiata la prima notte di nozze a causa della ferita, Iroha sarà svincolata dal controllo della donna, libera di fare della sua vita ciò che vorrà. Iroha così si trasferisce nella tenuta degli Shiranui per prepararsi, durante il fidanzamento, a diventare la degna sposa di un uomo tanto importante.

## Personaggi

### Personaggi principali
Iroha Rokujou (ろくじょういろは?, Rokujiyō Iroha)
È la protagonista della storia. È figlia di un conte, ha sedici anni ed è rimasta orfana di entrambi i genitori ed è molto legata al loro ricordo. La matrigna e la sorellastra l'hanno sempre trattata male. Ha una cicatrice sulla schiena legata ad un incidente avvenuto quando era bambina ma che non riesce a ricordare e di cui si vergogna terribilmente perché questa cicatrice può compromettere un suo futuro eventuale matrimonio con una buona casata. Nonostante tutto è una ragazza frizzante e allegra, molto ottimista e dai tratti ancora infantili. Si irrita facilmente alle provocazioni di Retsu (soprattutto quelle legate al fatto di avere un aspetto poco femminile) a cui risponde sempre per le rime. È impulsiva e un po' maschiacchio ma molto tenace, soprattutto a guadagnare la sua libertà.
Retsu Shiranui (しらぬいれつ?, Shiranui Retsu)
È il ricco e nobile duca protagonista della storia. All'apparenza sembra un tipo arrogante e sarcastico e gli piace stuzzicare Iroha, sia con battute, doppi sensi e con avvicinamenti fisici e sensuali che imbarazzano la ragazza. Altre volte invece è premuroso e gentile con lei, riempiendola di regali tanto da confonderla. Quando invece si trova in pericolo si lascia trasportare dalla rabbia e dall'impulso e si preoccupa sinceramente per lei. Non si capisce perché abbia insistito così tanto per farla diventare la sua fidanzata, tanto quasi da comprarla alla matrigna pur di averla. Sembra nascondere qualcosa.

### Personaggi secondari
Matrigna
Donna avida che ha sposato in seconde nozze il padre di Iroha solo per le sue ricchezze che ha ben presto sperperato rischiando di mandare in rovina la famiglia e il loro buon nome. Non si fa scrupoli praticamente a vendere Iroha al miglior partito offerente che voglia sposarla in cambio di risanare il loro buco finanziario.
Sorellastra
Simile alla madre, è una ragazza frivola, amante del lusso e delle feste. Ha messo gli occhi su Retsu e sul suo patrimonio ed è quindi invidiosa di Iroha. Trama qualcosa alle sue spalle.
Kitayama (きたやま?)
Amico di Retsu. Anche lui indossa sempre l'uniforme militare. Sembra a volte un po' superficiale ma è molto legato all'amico.
Fuji (ふじ?)
È l'anziana balia, membro della servitù dei Rokujou, che si è occupata di Iroha fin dalla sua nascita e soprattutto dopo la morte dei suoi genitori. Si preoccupa sinceramente per lei ma vengono separate dal momento in cui Iroha si trasferisce nella residenza degli Shiranui.
Masaoka (まさおか?)
Dipendente della famiglia Shiranui, si occupa della preparazione di Iroha affinché possa diventare una degna sposa per Retsu. Le lezioni comprendono la storia della famiglia Shiranui, la danza occidentale e quella tradizionale, la cerimonia del tè, il cucito, lo shodō, l'ikebana, suonare il koto, le buone maniere e la cultura generale.
Alex (アレックス?, Arekkusu)
Nobile inglese amico di Retsu che inizialmente pare voler infastidire la nuova coppia e in particolare punzecchiare Iroha per la sua mancanza di forme femminili. Poi invece, colpito dal suo carattere, cerca di conquistarla.
Soujirou Mitsuishi (みついしそうじろう?, Mitsuishi Sōjirō)
Il signor Mitsuishi è un uomo ricco di mezza età. Aveva in passato messo gli occhi sulla madre di Iroha che però lo aveva rifiutato. Spera ora di rifarsi sulla figlia, senza tener conto della loro differenza di età e del fatto che la ragazza non voglia assolutamente sposarlo.
Signor Rokujou
Il padre di Iroha è un conte morto poco prima dell'inizio del primo capitolo. Era molto affezionato alla figlia e si preoccupava per lei. Prima di morire le lascia in regalo un diario con scritte le memorie sue e della moglie. Sembra conoscesse Retsu.
Signora Rokujou
La madre di Iroha aveva un legame speciale con la figlia ed era molto innamorata del marito. È morta quando Iroha era ancora una bambina ma sia lei che il padre le rimangono ancora molto legati. Lascia in ricordo alla figlia la coppia di fedi sua e del marito, così che un giorno Iroha possa usarle per il suo matrimonio.
Signor Shiranui
È il padre di Retsu e detiene il titolo nobiliare di duca. È contrario al fidanzamento di Retsu e Iroha avvenuto alle sue spalle in sua assenza.
Signora Shiranui
È la zia di Retsu ed è contraria al fidanzamento del figlio con Iroha.
Rui Shiranui (しらぬいるい?, Shiranui Rui)
È il fratellino minore di Retsu. Inizialmente non accetta Iroha e la tratta freddamente.

## Volumi
| Nº | Data di prima pubblicazione | Data di prima pubblicazione                                                 | Data di prima pubblicazione |
| Nº | Giapponese                  | Giapponese                                                                  | Italiano                    |
| -- | --------------------------- | --------------------------------------------------------------------------- | --------------------------- |
| 1  | 26 agosto 2015              | ISBN 978-4-09-137718-0 (ed. regolare) ISBN 978-4-09-159217-0 (ed. limitata) | 8 novembre 2018             |
| 2  | 26 dicembre 2016            | ISBN 978-4-09-138794-3                                                      | 31 gennaio 2019             |
| 3  | 26 ottobre 2017             | ISBN 978-4-09-139689-1                                                      | 28 marzo 2019               |
| 4  | 26 luglio 2018              | ISBN 978-4-09-870153-7                                                      | 30 maggio 2019              |
| 5  | 26 marzo 2019               | ISBN 978-4-09-870401-9                                                      | 26 settembre 2019           |
| 6  | 26 novembre 2019            | ISBN 978-4-09-870658-7                                                      | 28 maggio 2020              |
| 7  | 27 luglio 2020              | ISBN 978-4-09-871072-0                                                      | 14 gennaio 2021             |
| 8  | 26 marzo 2021               | ISBN 978-4-09-871258-8                                                      | 9 settembre 2021            |
| 9  | 24 dicembre 2021            | ISBN 978-4-09-871519-0                                                      | 26 maggio 2022              |
| 10 | 26 settembre 2022           | ISBN 978-4-09-871723-1                                                      | 31 agosto 2023              |
| 11 | 26 giugno 2023              | ISBN 978-4-09-872143-6                                                      | 26 settembre 2024           |
| 12 | 24 maggio 2024              | ISBN 978-4-09-872540-3                                                      | 23 gennaio 2025             |
| 13 | 25 aprile 2025              | ISBN 978-4-09-873087-2                                                      | —                           |